# صفيراء حجرية
صفيراء حجرية (الاسم العلمي:Sophora saxicola) هي نوع من النباتات يتبع جنس الصفيراء من الفصيلة البقولية.